# 白蝉镇
白蝉镇，原为白蝉乡，是中华人民共和国四川省绵阳市游仙区曾经下辖的一个镇。2019年12月，撤销玉河镇、梓棉镇和白蝉镇，设立盐泉镇，以原玉河镇、原梓棉镇和原白蝉镇所属行政区域为盐泉镇的行政区域。

## 行政区划
白蝉镇撤销前下辖以下地区：
白蝉乡社区、石华山村、陡嘴子村、明月寺村、一碗水村、圣谕祠村、老鹰窝村、王家寨子村和白蝉寺村。